# عملية هرتسليا 2002
تفجير مطعم الشاورما في هرتسليا 2002 وقع في 11 يونيو 2002 عندما قام مفجر انتحاري فلسطيني بتفجير قنبلة في مطعم جميل (ميفغاش ها شارون) في ضاحية هرتسليا الشاطئية الإسرائيلية. أدى هذا الحادث إلى وفاة أحد المراهقين وهو هدار هيرشكويتز وإصابة 15 شخصا. أدى الهجوم بإسرائيل إلى تقديم شكوى رسمية إلى مجلس الأمن التابع للأمم المتحدة مشيرة إلى أنه دليل على حملة الإرهاب الفلسطيني ضد المدنيين الإسرائيليين.

## الهجوم
في حوالي الساعة 7:30 مساء قام مفجر انتحاري فلسطيني بتفجير قنبلة في مطعم شاورما «ميفغاش هشارون» حيث كان حوالي 30 شخصا جالسين. قيل إن القنبلة الأنبوبية المستخدمة في الهجوم كانت «صغيرة نسبيا». قال عامل إنقاذ إن إحدى الأجهزة المتفجرة التي يرتديها المفجر لم تنفجر. وفقا لإسرائيل كانت المتفجرات معبأة بالأظافر والكرات. قتلت فتاة تبلغ من العمر 14 عاما في الهجوم وأصيب 15 شخصا آخرين في الهجوم.
ذكرت مصادر إسرائيلية أن ثلاثة من طلاب المدارس الثانوية الإسرائيلية أصيبوا في وقت سابق من ذلك اليوم عندما هاجم مسلحون فلسطينيون حافلاتهم المدرسية. أصيب أحد الطلاب بجراح خطيرة. في اليوم نفسه طعن ناشط فلسطيني في شرطي إسرائيلي في القدس.

### الضحايا
- هادر هيرشكويتز، 14 عاما، من هرتسليا[6] - ابنة المدير العام لنادي هبوعيل تل أبيب لكرة القدم آريه هيرشكويتز.[7] كانت هيرشكويتز تخرجت من المدرسة الإعدادية في اليوم التالي. تم نقلها إلى المستشفى في حالة خطيرة جدا وتوفيت فيما بعد بسبب إصاباتها.[8]

## الجناة
أعلنت كتائب شهداء الأقصى الجناح العسكري لحركة فتح مسئوليتها عن الهجوم قائلة أنها «انتقاما من التوغلات اليومية التي تقوم بها قوات الاحتلال ضد المدن والبلدات والقرى ومخيمات اللاجئين». قال المتحدث باسم كتائب شهداء الأقصى أن الانتحاري كان فلسطينيا يبلغ من العمر 30 عاما يدعى عمر زياده الذي نشأ من قرية معضممة الفلسطينية في الضفة الغربية.

## فيما بعد
في عام 2003 هدمت القوات الإسرائيلية منزل المفجر.
بحسب منظمة مراقبة الإعلام الفلسطيني وهي منظمة مراقبة إعلامية تتخذ من إسرائيل مقرا لها قامت السلطة الوطنية الفلسطينية في عام 2010 ببناء نصب تذكاري يكرم المفجر في ساحة بلدة مداما بالضفة الغربية. النصب على شكل هرم يضم صور ياسر عرفات والمفجر. تحت صورة المفجر عبارة «الشهيد البطل عمر محمد زياده (أبو سمد) الذي قام بعملية هرتسليا البطولية في 11 يونيو 2002».

## ردود الفعل الرسمية
- إسرائيل: أدان ديفيد بيكر المسؤول في مكتب أرييل شارون قال أن الهجوم «مثال آخر على نية الفلسطينيين ارتكاب جرائم القتل من أجل القتل».
- فلسطين:
- السلطة الوطنية الفلسطينية: أدان مسؤولو السلطة الوطنية الفلسطينية الهجوم وقالوا إنه من الخطأ مهاجمة الأبرياء في الشارع. قالت السلطة في البيان إنها ستبذل قصارى جهدها لمنع الهجمات في المستقبل.
- قال مسؤولون كبار في حركة حماس إن الهجوم هو «رد طبيعي على جرائم إسرائيل في الأراضي».